# باد آدامز
باد آدامز (بالإنجليزية: Bud Adams)‏ هو مدرب كرة سلة أمريكي، ولد في 3 يناير 1923 في برتلسفيل في الولايات المتحدة، وتوفي في 21 أكتوبر 2013 في River Oaks, Houston ‏ في الولايات المتحدة.